# Enrique Carbó Ortiz
Enrique Carbó Ortiz (Paraná, Entre Ríos, Argentina, 24 de febrero de 1861 - Villa Urquiza, Entre Ríos, Argentina, 2 de febrero de 1920) fue un abogado y político argentino, que se desempeñó como gobernador de Entre Ríos entre 1903 y 1907. También fue Ministro de Hacienda, y Senador Nacional en varias ocasiones.

## Infancia y juventud
Enrique Carbó Ortiz nació en la ciudad de Paraná el 24 de febrero de 1861. Era hijo del matrimonio entre Mateo Gregorio Carbó Rams y de Juana Josefa Ortiz de la Torre. Tuvo dos hermanos, Alejandro y Salvador Luis, destacados políticos en los ámbitos nacional y provincial. Él y sus hermanos eran primos de Salvador Maciá, cuyo apellido materno era Carbó, quien sería gobernador de la provincia en el período 1895-1899.

## Inicios en la política
Tras doctorarse en Derecho en 1881, Enrique Carbó ingresó al Poder Judicial de la Provincia ocupando los cargos de Defensor de Menores y Juez de 1.ª Instancia hasta 1890, fecha en la que es elegido Intendente Municipal de la Ciudad de Paraná. Durante la Gobernación de Sabá Hernández se desempeñó como Ministro de Gobierno entre 1893 y 1894; y como Ministro General entre 1894 y 1895.
Posteriormente ocupó una banca en la Cámara de Senadores de la Nación en 1895, reemplazando a Salvador Maciá, quien había sido elegido gobernador de la provincia. Tuvo una participación muy activa durante el gobierno de este último, el cual tenía características nepóticas. Maciá, Echagüe y Carbó monopolizaban el gobierno y manejaban los tres poderes provinciales y la representación en el Congreso Nacional junto con otros familiares y amigos.
Fue reelecto como senador en 1898 para el período comprendido hasta 1907. Sin embargo, debió renunciar en 1903 para asumir como gobernador provincial, dejándole su banca a Leonidas Echagüe, quien finalizaba su mandato como gobernador.

## Etapa como gobernador provincial (1903-1907)
Enrique Carbó asumió como gobernador el 15 de enero de 1903, reemplazando a Leonidas Echagüe; su compañero de fórmula fue Juan González Calderón, un abogado de la localidad de Gualeguay. En ese mismo año se produjo la reforma de la Constitución Provincial, que reemplazó a la promulgada por el gobierno de Eduardo Racedo en 1883. La reforma impulsada por Carbó favorecía a las minorías partidarias, ya que el partido ganador de las elecciones obtendría dos diputados, mientras que el perdedor uno.
El 21 de septiembre de 1903, Carbó elaboró un proyecto para la creación de una población en la zona de las Islas del Ibicuy, en la confluencia del río Paranacito y del arroyo de la Tinta. El proyecto, que fue aprobado unánimemente por ambas cámaras en octubre de ese mismo año, ordenaba el fraccionamiento del Lote 9, que daría origen a la localidad de Villa Paranacito. El lote, que tenía una superficie aproximada de 3.431 hectáreas, se dividiría en terrenos de 50 hectáreas, los cuales serían entregados gratuitamente a los pobladores de la región. En éstos se construirían viviendas, una escuela y los edificios públicos necesarios para el establecimiento de la población. Se establecía que las viviendas estarían terminadas en el plazo de un año, y que se debían plantar mil árboles en cuatro años. Sin embargo, los edificios públicos sólo fueron inaugurados el 25 de mayo de 1906, considerada como la fecha de fundación del pueblo.
Durante su gobierno se impulsó la creación del ferrocarril que uniera la capital provincial con Buenos Aires, debido a la gran importancia de este transporte. También se fomentó la creación del Puerto Nuevo de Paraná, con el objetivo de ampliar las exportaciones de la ciudad. Carbó finalizó su mandato el 15 de enero de 1907, dejándole su lugar a Faustino M. Parera.

### Impulso de la educación
Al momento de asumir, la provincia tenía 372 000 habitantes, de los cuales 74 289 eran niños que asistían a la escuela. Es por esto que el gobernador, impulsado por las iniciativas del profesor Manuel Pacífico Antequeda (1860 - 1920), quien se desempeñaba como presidente del Consejo General de Educación, y de su hermano Alejandro, decide crear la Escuela Normal de Maestros Rurales "Alberdi", que fue una de las primeras en su tipo en América, ya que era de maestros rurales, agropecuaria e industrial.
Esta fundación formaba parte de un proyecto cuyo objetivo final era crear estas instituciones en todos los departamentos de la provincia, a las cuales se les agregaría un anexo agropecuario y se les entregarían cinco hectáreas de tierra. Sin embargo, este proyecto se realizó gradualmente y nunca se completó.

## Últimos años y fallecimiento

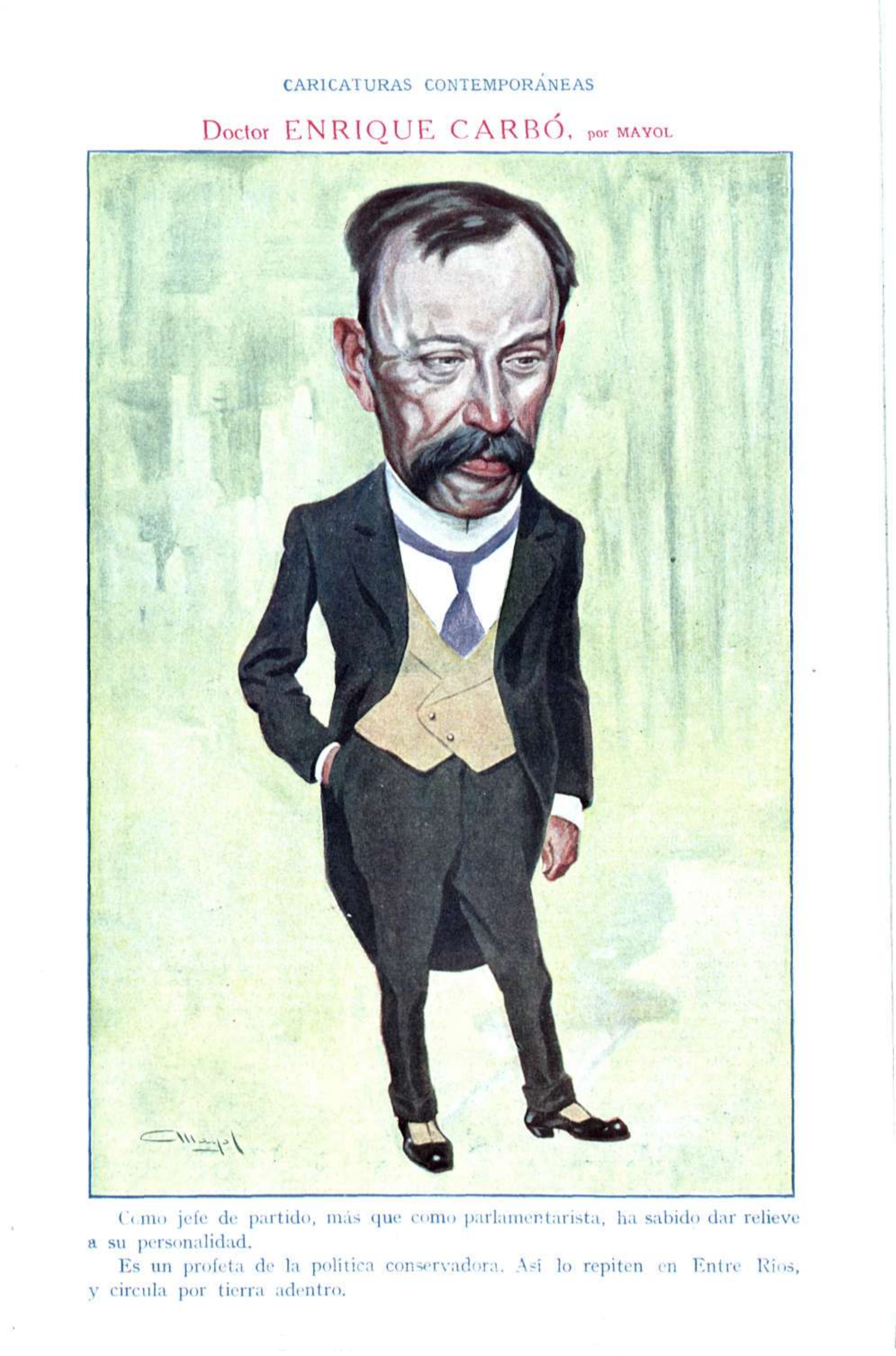
Caricaturizado por Mayol en Caras y Caretas (1913)

Tras concluir su período como gobernador, Carbó fue elegido senador nuevamente, esta vez para el período 1907-1916. Tampoco completó este mandato, ya que el presidente Sáenz Peña solicitaba sus servicios como Ministro de Hacienda, cargo que ejercería entre el 16 de febrero de 1914 y el 16 de agosto de 1915; sería sucedido por Francisco José Oliver, ya durante la presidencia de Victorino de la Plaza.

## Homenajes
En el sur de la provincia y a diez kilómetros de Gualeguay se encuentra el pueblo de Enrique Carbó, que lleva su nombre en su honor. La localidad fue fundada en 1903 bajo el nombre de Villa Lila y creció en torno a la estación de ferrocarril. Un decreto promulgado el 27 de agosto de 2009 anexó la junta de gobierno de Alarcón, ubicada a veinticinco kilómetros al este, a la de Enrique Carbó.
En la ciudad de Paraná se erige un monumento en su honor, el cual fue inaugurado el 12 de octubre de 1929 durante el gobierno de Eduardo Laurencena. Esta obra, realizada por el escultor José Fioravanti, se encuentra ubicada en la Plaza Enrique Carbó, detrás de la Casa de Gobierno Provincial. En esta ciudad también existen escuelas que llevan su nombre, como la Escuela Técnica N.º 3, y el colegio privado N.º 7 y el instituto "Dr. Enrique Carbó", que funcionan en el mismo edificio, ubicado en la Av. Ramírez. La ciudad de Paraná cuenta con una calle llamada Enrique Carbó.